# Conus varius
Espèce
Statut de conservation UICN

 LC  : Préoccupation mineure
Conus varius est une espèce de mollusques gastéropodes marins de la famille des Conidae.
Comme toutes les espèces du genre Conus, ces escargots sont prédateurs et venimeux. Ils sont capables de « piquer » les humains et doivent donc être manipulés avec précaution, voire pas du tout.

## Description
La taille de la coquille varie entre 30 mm et 61 mm. La couleur de la coquille est blanche, marbrée d'orange, de rose, de marron ou de chocolat, avec parfois des lignes de taches tournantes. La spire contient des tubercules assez petits. La moitié basale du verticille présente des rainures tournantes. La moitié supérieure du verticille du corps présente des rangées de tubercules tournants, qui deviennent plus distincts vers la flèche.

## Distribution
Cette espèce est présente dans l'océan Indien au large de l'Afrique de l'Est, des îles Mascareignes et d'Aldabra, au large des Fidji et en Australie (Territoire du Nord et Queensland).

### Niveau de risque d’extinction de l’espèce
Selon l'analyse de l'UICN réalisée en 2011 pour la définition du niveau de risque d'extinction, il s'agit d'une espèce à large spectre qui se trouve dans l'ensemble de l'océan Indien, de la côte est de l'Afrique à la région Indo-Pacifique, y compris le nord de l'Australie. Cette espèce ne se trouve pas dans la mer Rouge, en Inde et au Sri Lanka. Cette espèce se trouve dans une variété d'habitats et n'a aucune menace connue pour sa population mondiale. Elle a été évaluée comme étant de préoccupation mineure.

## Taxonomie

### Publication originale
L'espèce Conus varius a été décrite pour la première fois en 1758 par le naturaliste suédois Carl von Linné dans « la 10e édition du Systema Naturæ »,.

### Synonymes
- Conus (Strategoconus) buniatus (Bozzetti, 2013) · non accepté
- Conus (Strategoconus) varius Linnaeus, 1758 · appellation alternative
- Conus buniatus (Bozzetti, 2013) · non accepté
- Conus hevassii A. Adams, 1854 · non accepté
- Conus pulchellus G. B. Sowerby I, 1834 · non accepté
- Cucullus annularis Röding, 1798 · non accepté
- Cucullus granulosus Röding, 1798 · non accepté
- Cucullus radula Röding, 1798 · non accepté
- Leptoconus varius (Linnaeus, 1758) · non accepté
- Rolaniconus buniatus Bozzetti, 2013 · non accepté
- Rolaniconus varius (Linnaeus, 1758) · non accepté